# ギュンター・シュトランナー
ギュンター・シュトランナー（Günther Stranner、1967年4月26日 - ）は、オーストリア、ケルンテン州グミュント・イン・ケルンテン出身の元スキージャンプ選手。

## プロフィール
シュトランナーは1984年1月、16歳でスキージャンプ・ワールドカップにデビューしたがこのときは81位、83位に終わった。
翌1985年ノルディックスキー世界選手権の代表に抜擢され、90m級26位、70m級13位、団体戦ではアンドレアス・フェルダー、アルミン・コグラー、エルンスト・フェットーリとともに銀メダルを獲得した。さらに2月に行われたノルディックスキージュニア世界選手権では個人戦で銅メダルを獲得した。
1988年のカルガリーオリンピックでは70m級、90m級とも20位、団体戦では5位となった。オリンピック後のスキーフライング世界選手権では5位入賞、3月20日のホルメンコーレン大会ではワールドカップ自身最高位となる3位に入賞した。
しかし以後は成績が伸び悩み1989年ノルディックスキー世界選手権に出場したものの90m級39位、1991年23歳で現役引退した。